# 간평일구·혼개일구
간평일구혼개일구(簡平日晷渾蓋日晷)는 간평일구와 혼개일구를 한 개의 돌에 새긴 특이한 해시계로, 간평일구가 위에 새겨져 있고 그 아래에 혼개일구를 약간 크게 새겼다. 1985년 8월 9일 대한민국의 보물 제841호로 지정되었다.

## 역사
한국의 해시계는 7세기경의 유물로 경주에서 발굴된 단순한 형태의 원판형 해시계가 있었으며 본격적인 해시계의 발전은 조선 세종 때에 이루어졌다. 이 때의 해시계는 반구모양의 앙부일구가 대표적인 것으로 곡면에 24절기선과 시각을 표시한 것이다. 이후 17세기가 되면 중국을 통하여 전래된 평면 해시계가 등장하게 되는데, 그것이 바로 신법지평일구이다. 그리고 18세기 후반에 등장하는 것이 바로 간평일구와 혼개일구이다. 이 유물은 본래 창경궁의 명정전에 있던 것을 세종대왕기념관에 옮겼다가, 다시 덕수궁 궁중유물전시관에서 경복궁 국립고궁박물관으로 옮겨 보관·전시되고 있다.

## 제작 시기
이 유물에는 '한양북극출지37도39분15초 시헌황적대거23도29분 건륭50년을사중추립'이라는 명문이 있다. 이를 통하여 이 유물이 조선 정조 9년에 조선에서 제작된 사실과, 그 위도를 37° 39′ 15˝로 잡았으며, 시헌역법에 따라 황도와 적도의 극거리 23° 29′을 측정기준으로 삼았던 것도 알 수 있다.

## 특징
간평일구·혼개일구는 두 개의 해시계를 함께 새겨 그 주조가 독특하고, 시계 면의 선들이 정교하고 섬세하게 조각되어 있다. 뿐만 아니라 그 제작연대가 정확하고, 18세기 후기의 천문학적 사고가 잘 표현된 작품으로, 문화재적 가치가 매우 높다고 평가된다.
간평일구
간평일구(簡平日晷)는 앙부일구를 그대로 수평면 위에 투영한 것과 같다. 해시계 면의 지름은 43cm이며, 평면 원의 중심을 천정(天頂)이라 새기고 시각선의 복사점을 북극이라 새겼다. 이 북극에 맞추어 상공의 태양운행과 시간을 알 수 있게 고안되었다.
혼개일구
혼개일구(渾蓋日晷)는 직경 46cm의 원 안에 곡선으로 이루어진 경선과 위선들이 그려져 있다. 이 혼개일구는 '개천(蓋天)은 혼천(渾天)이다'라고 한 명나라의 이지조(李之藻)의 주장과 원리에 따라 제작되었다. 즉 개천설(蓋天說)과 혼천설(渾天說)을 합쳐 도해로 표현하였다. 여기서 개천설은 하늘과 땅이 생긴 모양을 대체로 '둥근 하늘 아래 평평한 땅이 있다'는 방식으로 설명한 것이고, 혼천설은 '하늘은 껍질과 같고 땅은 노른자위같은 달걀 모양'이라는 견해이다. 혼개일구는 이 이론에 따라 그려졌다.
혼개일구에는 각 시각을 표시하는 시각선과 각 절기를 표시하는 절후선이 그려져 있는데, 이들은 서로 직교한다. 시각선들은 한 개의 직선을 중심으로 하는 여러 개의 곡선으로 되어 있으며, 모든 절후선은 원을 이루고 있다. 절후선의 반경은 작은 원에서 차츰 커져서 큰 원이 되는 모양으로, 모든 원의 중심은 시각선의 중심인 오정선(午正線) 위에서 조금씩 달라지는데, 작은 원의 중심은 가장 큰 원의 변두리에 있고 원의 크기가 커지면서 그중심이 큰 원의 중심쪽으로 이동한다. 오정선과 다른 시각선들은 모두 남극이라고 하는 점을 떠나 오정선을 등지고 주위로 퍼져 나가는 모양이며, 이들 시각선은 절후선(원)들과 차례로 교차한다.
여기서 가운데 바늘의 그림자 길이는 원(절후선)의 반지름이 되고, 그림자가 지나는 시각선을 살펴 시간을 알 수 있다. 또, 절기마다 정오에 태양의 고도가 달라지기 때문에 절후선에 나타나는 그림자 길이가 다른 것을 보고 그 때의 절기를 알 수 있다.

## 참고 자료
- 본 문서에는 서울특별시에서 지식공유 프로젝트를 통해 퍼블릭 도메인으로 공개한 저작물을 기초로 작성된 내용이 포함되어 있습니다.
- 간평일구·혼개일구 - 국가유산청 국가유산포털